# Tecktonik
Tecktonik (abreviat a TCK) és una marca francesa creada i registrada l'any 2002, que fa referència al ball que començà l'any 2000, al club Metrópolis de París, França. Aquest ball mescla passos del hip-hop, el breakdance i el techno. El Tecktonik no té un ritme especial propi, es practica amb música electro.

## Orígens
Els inicis del Tecktonik es remunten a l'any 2000 quan els francesos Alexandre Baroudzin i Cyril Blanc van idear un estil de ball per implementar a la discoteca parisiana Metrópolis, on treballaven com a productors artístics. Les primeres festes on van mostrar aquest nou estil de ball van anomenar-se Tecktonik Killers. Amb el temps, aquest nom fou registrat com a marca per a fer-ne un ús més promocional i tenir la seva pròpia línia de roba.

## Música
La música utilitzada oscil·la entre un dance suau i un house a música màquina més fort. Els DJs més destacats d'aquest fenomen són Xavi Beat, DJ Dess, DJ Furax, Dim Chris, RV. B, Deepack, DJ Sporas, Max B. Grant, Miss Hiroko, Kevin Tandarsen, Heiko & Maiko, Lady Tom, DJ Antoine i DJ Fozzie Bear, Yelle, entre d'altres. Algunes cançons han marcat el seu naixement i desenvolupament::
- "One Desire" de Jakarta Team, que es popularitzà amb el seu videoclip d'animació d'un bebè ballant Tecktonik.
- "Je Vais Vite" de la cantant francesa Lorie.
- "Play" "Une Garçon" del disc "2lor en moi?" de la cantant Lorie.
- "A cause des garçons" de la cantant Yelle.
- "Alive", del grup Mondotek. Aquesta cançó va ser portada a Internet pel grup tecktonià Wantek.
- "We don't dance, we are the dance" del grup SMDB, els quals reivindiquen l'ús dels termes com "Milky way" o "Electro dance" en comptes de "tecktonik".
- "I know" de Dynamic Rockers interpretada en el videoclip per dos dels grups més populars de Tecktonik de França: Mafia Electro i Wantek.

## Aspecte
La manera de vestir típica dels ballarins de Tecktonik acostumar a basar-se en jaquetes i pantalons ajustats, amb, a vegades, sudaderes amb caputxes i gorres. Els ballarins també tendeixen a portar pentinats futuristes. A vegades, porten dissenys de maquillatge amb una estrella al voltant d'un ull.

## Expansió
Fou fins al 2007 l'any en què la resta del món es fixà en el Tecktonik, a causa del festival a l'aire anomenat Techno Parade. Mitjanánt medis per compartir vídeos com el YouTube o el Dailymotion, alguns ballarins van començar a mostrar-se ballant per Internet. A poc a poc, el Tecktonik va anar-se expandint per Europa, començant en països com Suïssa, Països Baixos i Bèlgica. Durant el 2008 va començar a difundir-se per llatinoamèrica gràcies a, a més de llocs d'allotjament de vídeos per Internet, les xarxes socials.